# 장한식
장한식(1965년 ~ )은 대한민국의 KBS 보도본부의 기자이다.

## 학력
- 통영고등학교
- 서울대학교 사회과학대학 신문학과(현 언론정보학과) 학사
- 서울대학교 사회과학대학 신문학과(현 언론정보학과) 석사

## 경력
- 1991년 KBS 18기 보도본부 기자
- KBS 사회부 기자
- KBS 정치부 기자
- KBS 9시뉴스 편집부
- 2003년 ~ 2006년 KBS 베이징특파원
- 2009년 9월 ~ 2011년 7월 KBS 뉴스제작부장
- 2011년 7월 ~ 2012년 12월 KBS 경제부장
- 2013년 12월 ~ 2014년 6월 KBS 사회2부장
- 2014년 8월 ~ 2015년 4월 KBS 해설위원
- 2015년 4월 ~ 2015년 9월 콘텐츠창의센터 KBS대한민국미래기획포럼단장
- 2015년 9월 ~ 2015년 12월 KBS 보도본부 보도국 선거방송기획단장
- KBS 보도본부 보도국 주간[편집] 직무대리
- 2015년 12월 ~ 2017년 7월 KBS 보도본부 통합뉴스룸 편집(방송뉴스)주간
- 2017년 8월 2018년 4월 KBS 전략기획실 미래전략기획국장
- KBS 유튜브 머니올라 진행
- 2023년 11월 ~ 2024년 12월 KBS 보도본부장
- 2025년 1월 ~  KBS 비즈니스 사장